# Tipula (Yamatotipula) ompoensis labiosa
Tipula (Yamatotipula) ompoensis labiosa is een ondersoort van de tweevleugelige Tipula (Yamatotipula) ompoensis uit de familie langpootmuggen (Tipulidae). De ondersoort komt voor in het Palearctisch gebied.